# Gbalékro
Gbalékro est un village de la région d'Agnéby-Tiassa dans le Sud de la Côte d'Ivoire,. C'est localité située à 7 km de la commune d'Agboville, dont elle est rattachée,.